# Inanda trivialis
Inanda trivialis är en skalbaggsart som beskrevs av Louis Albert Péringuey 1902. Inanda trivialis ingår i släktet Inanda och familjen Melolonthidae. Inga underarter finns listade i Catalogue of Life.